# Chāl Shīrīn
Chāl Shīrīn (persiska: چال شيرين) är en ort i Iran.   Den ligger i provinsen Chahar Mahal och Bakhtiari, i den centrala delen av landet, 500 km söder om huvudstaden Teheran. Chāl Shīrīn ligger 1 999 meter över havet och antalet invånare är 329.
Terrängen runt Chāl Shīrīn är bergig söderut, men norrut är den kuperad. Runt Chāl Shīrīn är det ganska glesbefolkat, med 38 invånare per kvadratkilometer. Närmaste större samhälle är Lordegān, 13,3 km norr om Chāl Shīrīn. Omgivningarna runt Chāl Shīrīn är i huvudsak ett öppet busklandskap.